# Referendo sobre a independência de Anjuã em 1997
Referendo sobre a independência de Anjuã em 1997 foi um referendo de independência realizado em Anjuã, uma ilha das Comores, em 26 de outubro de 1997. Mais de 99% dos eleitores votaram a favor da independência. No entanto, a votação não foi reconhecida e a ilha voltaria ao controle do governo comoriano em 2001.

## Contexto
Em julho de 1997, os partidos da oposição foram banidos e o líder separatista de Anjuã, Abedalá Ibraim, foi preso. Sua prisão levou a tumultos em Mutsamudu, a capital de Anjuã.  Após os tumultos, militantes do Movimento Popular de Anjuã assumiram a ilha e declararam sua independência em 3 de agosto de 1997. Ibrahim foi libertado da prisão e nomeado Presidente. Ao mesmo tempo, a ilha de Mohéli também declarou a independência.
Em 3 de outubro, o exército comoriano tentou invadir a ilha, mas foi repelido pelas tropas locais. Um referendo foi posteriormente convocado por Ibrahim, apesar da oposição da Organização da Unidade Africana e da Liga Árabe. 

## Resultados
| Opção                             | Votos   | %     |
| --------------------------------- | ------- | ----- |
| Favorável                         | 135.116 | 99.68 |
| Contra                            | 439     | 0.32  |
| Votos inválidos / em branco       | 3.444   | –     |
| Total                             | 138.999 | 100   |
| Eleitores registrados / afluência | 146.593 | 94.79 |
| Fonte: Direct Democracy           |         |       |

## Consequências
Após o referendo, Ibrahim foi nomeado chefe de um governo provisório da ilha, agora renomeada Nzwani. Em meados de novembro, ele concordou em participar das negociações de paz com o presidente comoriano Mohamed Taki Abdoulkarim. Após as negociações terem passado, os eleitores de Anjuã posteriormente aprovaram um projeto de constituição em um referendo em fevereiro de 1998.
Na sequência de outra tentativa fracassada de chegar a um acordo em 1999, foi alcançado um acordo entre o governo comoriano e os separatistas de Anjuã em 2001 para avançar com um referendo nacional sobre uma nova constituição federal. Isso foi aprovado por 76% dos eleitores a nível nacional e por 95% dos eleitores em Anjuã.